# Javier Juárez
Javier Juárez Crespo (Teruel, 5 novembre 1969) è un allenatore di pallacanestro spagnolo.